# Edmund Freibauer
Edmund Freibauer (* 20. Februar 1937 in Ringelsdorf, Niederösterreich; † 29. November 2022) war ein österreichischer Politiker (ÖVP) und AHS-Direktor. Er war Bürgermeister von Mistelbach an der Zaya, Abgeordneter zum Landtag von Niederösterreich, Landesrat in der Niederösterreichischen Landesregierung und zuletzt von 1998 bis 2008 Landtagspräsident.

## Leben
Edmund Freibauer stammte aus einer Landarbeiterfamilie und hatte vier Geschwister. Er maturierte nach dem Besuch der Volksschule in Ringelsdorf 1955 am Gymnasium in Gänserndorf und schloss 1960 ein Studium in Mathematik und Physik an der Universität Wien ab. Er ist seit 1960 verheiratet hat drei Töchter. Von 1960 bis 1963 war er Professor an der Lehrerbildungsanstalt in Wiener Neustadt und ab 1963 Lehrer am neu gegründeten Bundesoberstufenrealgymnasium Mistelbach, wo er 1977 das Amt des Direktors bis zu seiner Pensionierung 1980 übernahm. Er wurde in Mistelbach bestattet.
Freibauer war seit 1951 Urmitglied der K.Ö.St.V. Leopoldina Gänserndorf im MKV, weiters Mitglied der MKV-Verbindungen Nordmark Hohenau und Falkenstein Mistelbach. Im ÖCV gehörte er der KÖStV Austria Wien sowie der KÖHV Sängerschaft Waltharia Wien an.

## Politische Laufbahn
Freibauer begann seine politische Karriere 1966 als Gemeinderat in Mistelbach gewählt und wurde 1970 Stadtrat. Bereits 1972 wurde er Vizebürgermeister der Stadt, zwischen 1975 und 1989 hatte er das Amt des Bürgermeisters von Mistelbach inne. Zusätzlich wurde er am 4. Dezember 1979 als Abgeordneter im Niederösterreichischen Landtag angelobt, dem er zunächst bis zum 22. Oktober 1992 angehörte, wobei er von 1988 bis 1992 auch die Funktion des ÖVP-Klubobmanns innehatte. Zudem war Freibauer von 1988 bis 1992 Landesobmann des NÖ Gemeindevertreterverbandes der ÖVP. Noch am 22. Oktober wurde Freibauer zum Landesrat der Landesregierung Pröll I, wobei er bis zum 16. April 1998 auch der nachfolgenden Landesregierung Pröll II angehörte und die Ressorts Finanzen, Wohnbauförderung und Raumordnung führte. gewählt, wobei er gewählt und war von 1988 bis 1992 Landesobmann des NÖ Gemeindevertreterverbandes der ÖVP.
Da er immer auch an dem politischen Leben der Gemeinden und an den Regionen sehr interessiert war, wurde er Mitglied des Kongresses der Gemeinden und Regionen beim Europarat in Straßburg und später von 1995 bis 2004 ständiger Stellvertreter des Landeshauptmannes beim Ausschuss der Regionen Europas in Brüssel. Am 16. April 1998 kehrte er in den Landtag zurück und wurde an diesem Tag zum Landtagspräsidenten gewählt. Er übte das Amt bis zum 10. April 2008 aus und schied danach als Landtagspräsident und Landtagsabgeordneter aus. Sein Nachfolger wurde Hans Penz.
Von 1996 bis 2012 war er Obmann des Niederösterreichischen Seniorenbundes. Sein Nachfolger ist Herbert Nowohradsky.

## Auszeichnungen
- 1991: Verleihung des Titels „Hofrat“ durch den Bundespräsidenten
- 1997: Silbernes Komturkreuz mit dem Stern des Ehrenzeichens für Verdienste um das Bundesland Niederösterreich
- 1998: Goldenes Komturkreuz mit dem Stern des Ehrenzeichens für Verdienste um das Bundesland Niederösterreich
- 1999: Papst Leo-Preisträger
- 1999: Ehrenbürger der Stadt Mistelbach
- 2000: Ehrenobmann der ÖVP-Bezirkspartei Mistelbach
- 2002: Ehrenring der ÖVP-Bezirkspartei Mistelbach
- 2002: Ehrenbürger der Stadt Allentsteig
- 2005: Großes Goldenes Ehrenzeichen mit dem Stern für Verdienste um die Republik Österreich[4]
- 2007: Ehrenring des Österreichischen Seniorenbundes
- als langjähriges Mitglied der Freiwilligen Feuerwehr erhielt er die höchsten Auszeichnungen des Bundesfeuerwehrverbandes[5]
- 2009: Komturkreuz des Gregoriusordens
- 2012: Ehrenring des Landes Niederösterreich